# هوانغ يان (رجل أعمال)
هوانغ يان هو فنان وشخصية أعمال صيني، ولد في 1966 في جيلين في الصين.